# Livermore (Kalifornia)
Livermore – miasto w Stanach Zjednoczonych, w stanie Kalifornia, w hrabstwie Alameda.
Liczy ok. 82 tys. mieszkańców (2005). Stanowi ośrodek badań nuklearnych i techniki laserowej. Miasto jest również centrum usługowym. Dominuje w nim produkcja białych win wytrawnych.
Na cześć miasta nazwano pierwiastek chemiczny - Liwermor.

## Żarówka z Livermore

Położenie miasta w hrabstwie Alameda oraz hrabstwa w stanie Kalifornia.

Jedną z atrakcji Livermore jest żarówka o mocy 4 watów znajdująca się w siedzibie straży pożarnej, która świeci tam niemal nieprzerwanie od 1901 r. (kilkakrotnie ją przenoszono).
Żarówka nazywana Centennial Light została wyprodukowana pod koniec XIX wieku przez firmę Shelby Electric, nieistniejącą od 1914 roku. Jej długi okres eksploatacji został zauważony w 1972 r. przez reportera Mike'a Dunstana. Z biegiem lat stawała się coraz bardziej znana – oglądali ją amerykańscy prezydenci, wyprawiono jej oficjalne setne urodziny.

## Miasta partnerskie
- Quetzaltenango, Gwatemala
- Snieżynsk, Rosja
- Yotsukaidō, Japonia